# جائزة ستيريا الكبرى 2020
جائزة ستيريا الكبرى 2020 (بالألمانية: Großer Preis der Steiermark 2020)‏ هو سباق فورمولا 1
أقيم بتاريخ 12 يوليو 2020 في ريد بول رينغ، النمسا، وكان السباق 2 من أصل 17 في بطولة العالم لسباقات فورمولا 1 موسم 2020، وكان أول المنطلقين لويس هاملتون.
فاز بالمركز الأول  لويس هاملتون، وكان صاحب أسرع لفة كارلوس ساينز جونيور بزمن قدرة 65.619 ثانية.